# Virgil Stănescu
Virgil Stănescu (n. 9 ianuarie 1977, București) este un fost jucător român de baschet, căpitan al echipei naționale și de cinci ori cel mai bun jucător al României. În prezent este președintele SPORTS HUB, director executiv CEO Clubs și fondator ReThink România.

## Carieră
A început baschetul la nivel organizat în anul 1994 la SOCED București. În anul 1998 a primit o bursă în NCAA, liga universitară americană, de la Universitatea din Alabama de Sud. S-a întors în Europa în 2001, unde a evoluat în Euroliga, EuroCup și EuroChallenge, la echipe de vârf din campionate puternice precum Germania, Italia, Rusia, Turcia și Belgia pentru echipele SOCED București, South Alabama Jaguars, Opel Skyliners Frankfurt, Telindus Oostende, Turk Telekom Ankara, Dinamo Erbașu București, Spartak Sankt-Petersburg, Al Qadisiya Kuwait, Spartak Primorje Vladivostok, Unics Kazan, CSK-VVS Samara, Banca Tercas Teramo, Steaua Turabo București,  BC Mureș TG Mureș,  CSU Asesoft Ploiești,  Steaua CSM EximBank. A fost selecționat timp de 15 ani în echipa națională a României din care zece a fost căpitanul echipei. În 2014 a fost inclus în Hall of Fame-ul Universității din Alabama de Sud.
După 20 de ani de carieră sportivă a renunțat la viața de baschetbalist, dar rămâne în sport, preluând conducerea echipei de baschet Steaua CSM EximBank din poziția de președinte (2012-2018). A fost ales în 2013 vicepreședintele Federației Romane de Baschet, post pe care l-a ocupat pana în 2017. La clubul pe care l-a condus a pus bazele unui „centru de excelență” pentru copii si tineret, sub umbrela căruia ai jucat baschet aproximativ 1200 de copii.
În prezent este președinte SPORTS HUB, Director Executiv CEO Clubs România și fondator ReThink România. A pus de asemenea bazele GO Scholarship[nefuncțională]
, un sistem suport ce ajuta tinerele talente (14-18 ani) sa se dezvolte pentru performanta.  
Virgil Stănescu a absolvit Universitatea din Alabama de Sud cu specializare în managementul general. Are de asemenea un master în Integrare Economică Europeană din cadrul Universității Române de Științe si Arte „Gheorghe Cristea” și un al doilea master în Management și Leadership din cadrul Universității Northumbria (Newcastle, UK). A absolvit Școala Națională de Antrenori (ANS), disciplina baschet.